# Дисна (град)
Дисна̀ (на беларуски: Дзісна, на руски: Дисна; на полски: Dzisna) e град в Беларус, разположен в Миорски район, Витебска област. Населението на града през 2009 година е 1973 души, един от най-малките по население градове на страната.

## История
Поселението е известно от XI век като крепостта Копец-городок (от думата копа̀ть). Със съвременното си име е упоменато за пръв път през 1461 г. в литовски източник.
След като Полоцк е превзет през 1563 г. от Иван Грозни, Стефан Батори построява замък в Дисна.

## География
Градът е разположен по брега река Дисна, при вливането ѝ в Западна Двина.